# Boyfriend -part II-
「Boyfriend -partII-」（ボーイフレンド・パート・ツー）は、Crystal Kayの通算10枚目のシングル。2003年1月22日発売。

## 概要
「hard to say」に続き、☆Taku Takahashiをプロデューサーに迎えた。Crystal Kayを担当していたジェーン・スーが2023年にTBSラジオで語ったところによると、「Boyfriend」というバラード曲を気に入っており、☆Takuにリミックスをしてもらおうとレコード会社に交渉した結果実現したという。ただし、スー自身は単にダンサブルにしようと提案しただけだとしており、2ステップにしたのは☆Takuであると語っている。また、ミュージックビデの振り付けは竹内亜矢子が担当した。
2004年にセレクションアルバム『CK5』の収録曲を決めるファン投票で1位となって、2009年にデビュー10周年の企画「Let's Vote -みんなが選んだCrystal Kayの大好きな曲-」でも1位を獲得。

## 収録曲
1. Boyfriend -partII-
  - 作詞：西尾佐栄子／作曲：Sylvia Bennet-Smith、Reed Vertelney
2. Boyfriend -partII-（MAESTRO-T Remix）
3. Boyfriend -partII-（Nice & Smooth Version）

## カバー
- Flower - 『F』（2019年3月27日）